# Robert Bürkler
Robertus Bürkler (Rorschach, 6 marzo 1863 – San Gallo, 28 maggio 1930) è stato un vescovo cattolico svizzero.

## Biografia
Dottore in teologia e canonico di Regens dal 1907, fu vescovo della diocesi svizzera di San Gallo - in tedesco Sankt Gallen - dal 16 dicembre 1913 fino al 28 maggio 1930, data della sua morte.

## Genealogia episcopale
La genealogia episcopale è:
- Cardinale Guillaume d'Estouteville, O.S.B.Clun.
- Papa Sisto IV
- Papa Giulio II
- Cardinale Raffaele Sansone Riario
- Papa Leone X
- Papa Paolo III
- Cardinale Francesco Pisani
- Cardinale Alfonso Gesualdo di Conza
- Papa Clemente VIII
- Cardinale Pietro Aldobrandini
- Cardinale Laudivio Zacchia
- Cardinale Antonio Barberini, O.F.M.Cap.
- Cardinale Nicolò Guidi di Bagno
- Arcivescovo François de Harlay de Champvallon
- Cardinale Louis-Antoine de Noailles
- Vescovo Jean-François Salgues de Valderies de Lescure
- Arcivescovo Louis-Jacques Chapt de Rastignac
- Arcivescovo Christophe de Beaumont du Repaire
- Cardinale César-Guillaume de la Luzerne
- Arcivescovo Gabriel Cortois de Pressigny
- Arcivescovo Hyacinthe-Louis de Quélen
- Cardinale Jacques-Marie-Adrien-Césaire Mathieu
- Vescovo Andreas Räß
- Arcivescovo Eugène Amable Jean Claude Lachat, C.PP.S.
- Vescovo Augustin Egger
- Arcivescovo Johannes Fidelis Battaglia
- Vescovo Jakobus von Stammler
- Vescovo Robert Bürkler